# سوخت چوبی

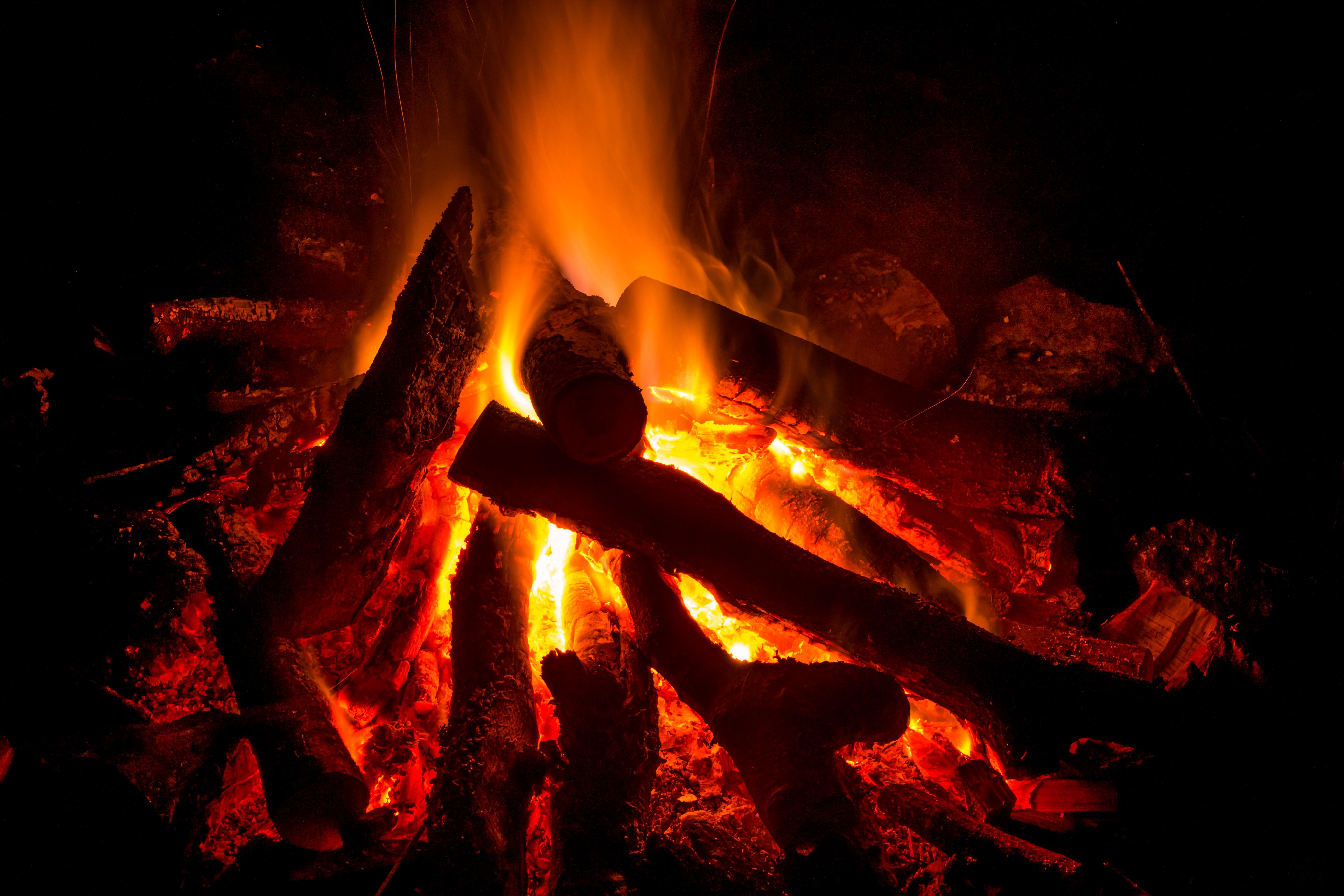
سوختن هیزمی

سوخت چوبی یا سوخت‌چوب (به انگلیسی: Wood fuel) (یا سوخت هیزمی) سوختی است مانند هیزم، زغال چوب، چیپس، ورق، گلوله و خاک‌اره. فرم خاص به‌کاررفته به عواملی مانند منبع، کمیت، کیفیت و کاربرد بستگی دارد. در بسیاری از مناطق، چوب آسان‌ترین نوع سوخت است که برای برداشتن چوب مرده به ابزاری نیاز ندارد، یا به ابزار کمی نیاز دارد، اگرچه مانند هر صنعت، ابزارهای تخصصی مانند اسکیدرها و شکاف‌کننده‌های چوب هیدرولیک برای مکانیزه کردن تولید ساخته شده‌اند. پسماند کارخانه‌های چوب‌بری و محصولات جانبی صنعت ساختمان نیز شامل اشکال مختلف باطله الوار می‌باشد.

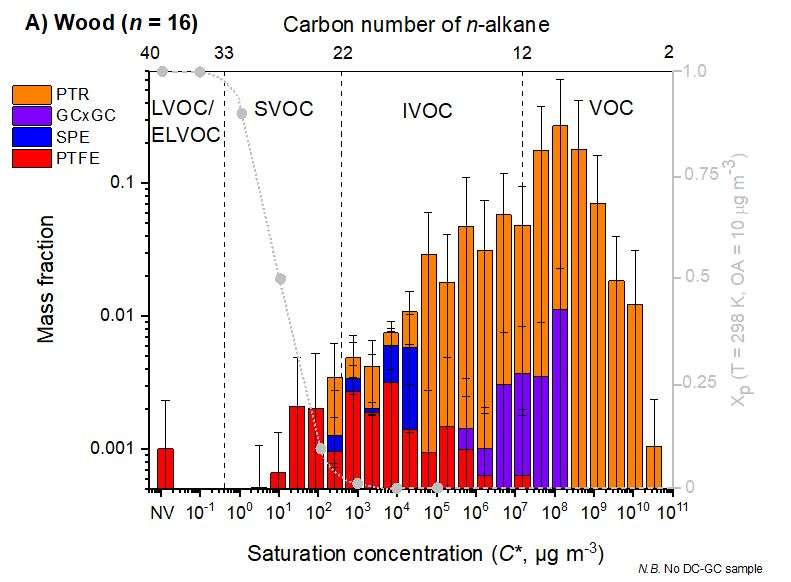
سوزاندن چوب هیزمی سبب آزادشدن اجزای آلی در محدوده وسیع فرار می‌شود. در اینجا اجزای آلی ساطع‌شده از احتراق چوب هیزم با طیف وسیعی از تکنیک‌های تحلیلی پیشرفته از جمله طیف‌سنجی جرمی زمان پرواز، انتقال پروتون، کروماتوگرافی گازی دوبعدی و کروماتوگرافی گازی دوبعدی همراه با طیف‌سنجی جرمی زمان پرواز اندازه‌گیری می‌شوند.